# 기성중학교 (경북)
기성중학교(箕城中學校)는 대한민국 경상북도 울진군 기성면 기성리에 있는 공립 중학교이다.

## 학교 연혁
- 1969년 10월 14일 : 기성중학교 설립인가(6학급)
- 1970년 3월 4일 : 기성초등학교에서 개교(입학식 거행)
- 1970년 6월 8일 : 초대 백복룡 교장 취임
- 1970년 12월 30일 : 신축 교사로 이전
- 2006년 3월 1일 : 교과지도 연구시범학교(2006~2007) 도지정
- 2007년 10월 24일 : 현대화 도서관 개관식(해솔관)
- 2012년 3월 1일 : 에너지 절약 정책 연구학교(2012~2013) 도지정
- 2022년 12월 26일 : 제51회 졸업(2명) 계 4,002명
- 2024년 3월 1일 : 제31대 김미애 교장 취임
- 2024년 3월 4일 : 입학식(6명)

## 참고 자료
- 기성중학교 - 한국교육학술정보원 학교알리미